# Galerina excentrica
Galerina excentrica är en svampart som beskrevs av E. Horak 1988. Galerina excentrica ingår i släktet Galerina och familjen Strophariaceae.   Inga underarter finns listade i Catalogue of Life.